# Aurelia Arambarri Fuente
Aurelia Arambarri Fuente (ur. 23 października 1866 w Victorii, zm. prawdopodobnie 6 grudnia 1936 w Madrycie) – hiszpańska zakonnica, męczennica i błogosławiona Kościoła katolickiego.

## Życiorys
Clementina Arambarii Fuente urodziła się 23 października 1866 roku i tego samego dnia została ochrzczona w parafii Santa Maria de Victorii. W wieku 20 lat wstąpiła do Zgromadzenia Służebnic Maryi (Siervas de María, Ministras de los enfermos) i otrzymała habit, a po miesiącu na ręce Marii Soledad złożyła śluby zakonne. 18 grudnia 1894 roku złożyła profesję wieczystą. W wieku 38 lat mianowana na przełożoną wspólnoty w Guanajuato. Zginęła w czasie wojny domowej w Hiszpanii prawdopodobnie 6 na 7 grudnia 1936 roku.
Beatyfikowana 13 października 2013 roku przez papieża Franciszka w grupie 522 męczenników.